# 木材商
木材商（もくざいしょう）とは、日本国内において木材の流通に関しての仲卸や小売業を営むもの。材木屋（ざいもくや）、木材販売業（もくざいはんばいぎょう）とも称される。

## 概要
基本的には、木材の小売業をさす場合が多いが、山主（やまぬし）や森林組合などの林業に分類されるものも、一次側の卸し業者として木材商である。また中卸しとしての木材市場や、木材加工業の製材所も、市場の手数料や加工の手間賃だけでなく販売を伴う場合が多いので、その場合は木材商である。また住友林業のように山主であり、木材加工業であり、住宅メーカーでもあり、木材の総合商社という企業も存在する。

## 流通
一般的には地方自治体や個人や企業の持つ植林された山から、森林組合が切り出し、地元の木材市場に出荷し、それを地元の中卸し兼加工業者が買いつけ製材した後、各都市の木材市場に出荷し、各都市の小売業者が買い付け、地元の工務店や個人事業主の大工に販売するという形が、一番多く中間業者が介在する形態である。地産地消もあるので、その場合は中間業者が省かれる。
また個人の施工主が直接、木材を仕入れる場合もあるが、極めて稀である。基本的には製材された木材を大工が構造材として接合できるように仕口を加工し、一軒の完成された家屋や建築物としての製品として、販売される場合がほとんどである。家屋などの建築物は施工中は加工事業所であり、動産の集合体であるが、完成して施工主に渡ったときに不動産となる。